# Trónos
Trónos (em grego: Θρόνος; romaniz.: Thrónou) é uma vila cretense da unidade regional de Retimno, no município de Amári, na unidade municipal de Sivrítos. Segundo censo de 2011, têm 89 habitantes. Situada a 534 metros acima do nível do mar, próximo a ela estão as vilas de Calogéros e Clisídi, bem como o sítio arqueológico da cidade de Sívritos. Em Trónos há uma capela bizantina do século XI dedicada a Assunção da Santa Madre que foi decorada com afrescos e mosaicos.